# Staatliche Antikensammlungen
Die Staatlichen Antikensammlungen in München sind eine der größten Antikensammlungen in Deutschland insbesondere für griechische, etruskische und römische Kunst. Sie befinden sich im ehemaligen Kunstausstellungsgebäude auf der Südseite des Königsplatzes. Das Pendant zu den Staatliche Antikensammlungen ist die Glyptothek. Sie liegt auf der Nordseite des Königsplatzes gegenüber den Staatlichen Antikensammlungen und beherbergt antike Skulpturen.

## Gebäude

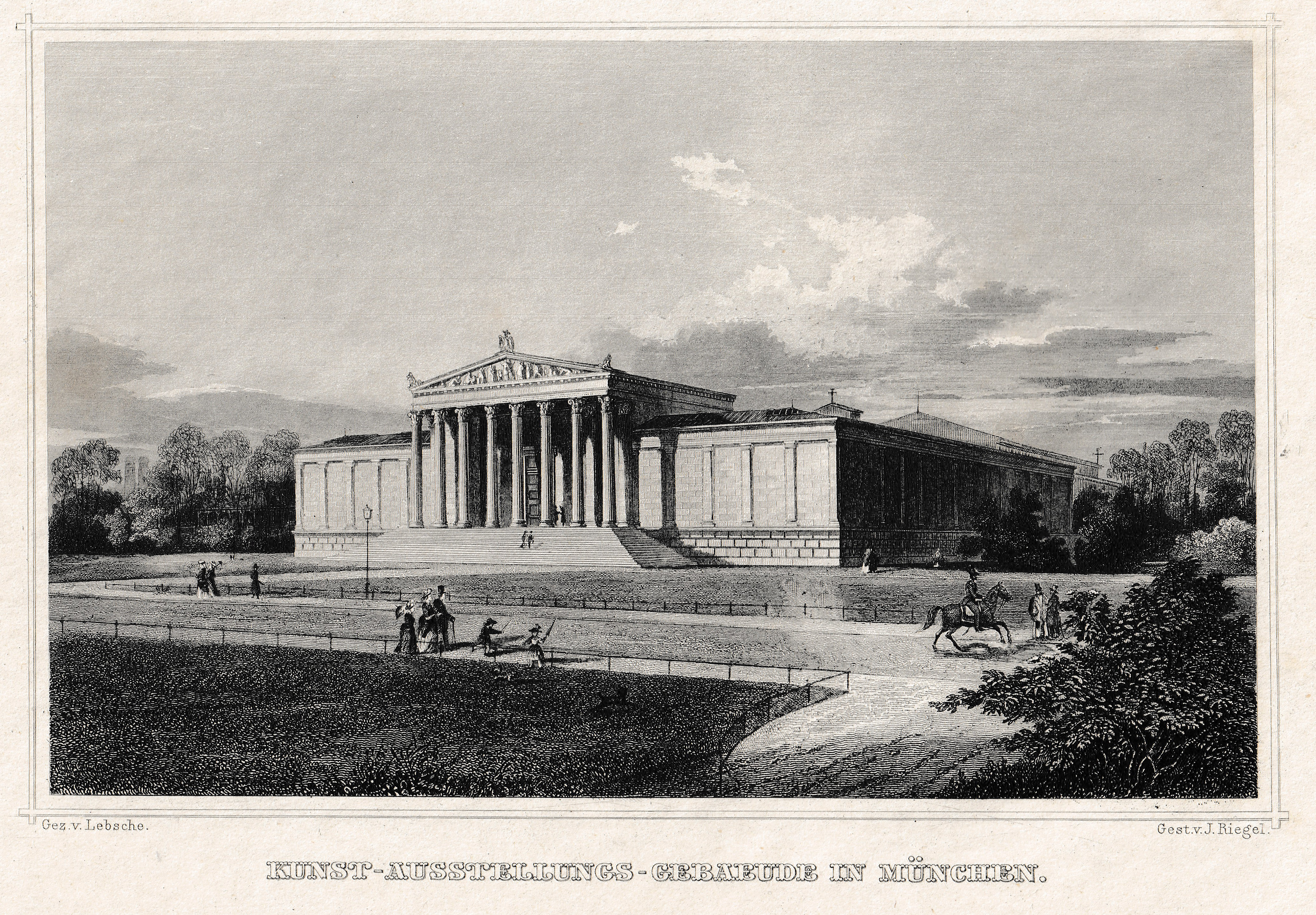
Das Kunstausstellungsgebäude, gezeichnet von Carl August Lebschée

Das Gebäude, in dem sich die Antikensammlungen heute befinden, wurde 1838 bis 1848 im Auftrag von König Ludwig I. durch Georg Friedrich Ziebland in der Art eines korinthischen Tempels am Königsplatz errichtet. Dies wird deutlich durch die korinthischen Kapitelle, welche die acht stützenden Säulen der Vorhalle des Museums tragen.

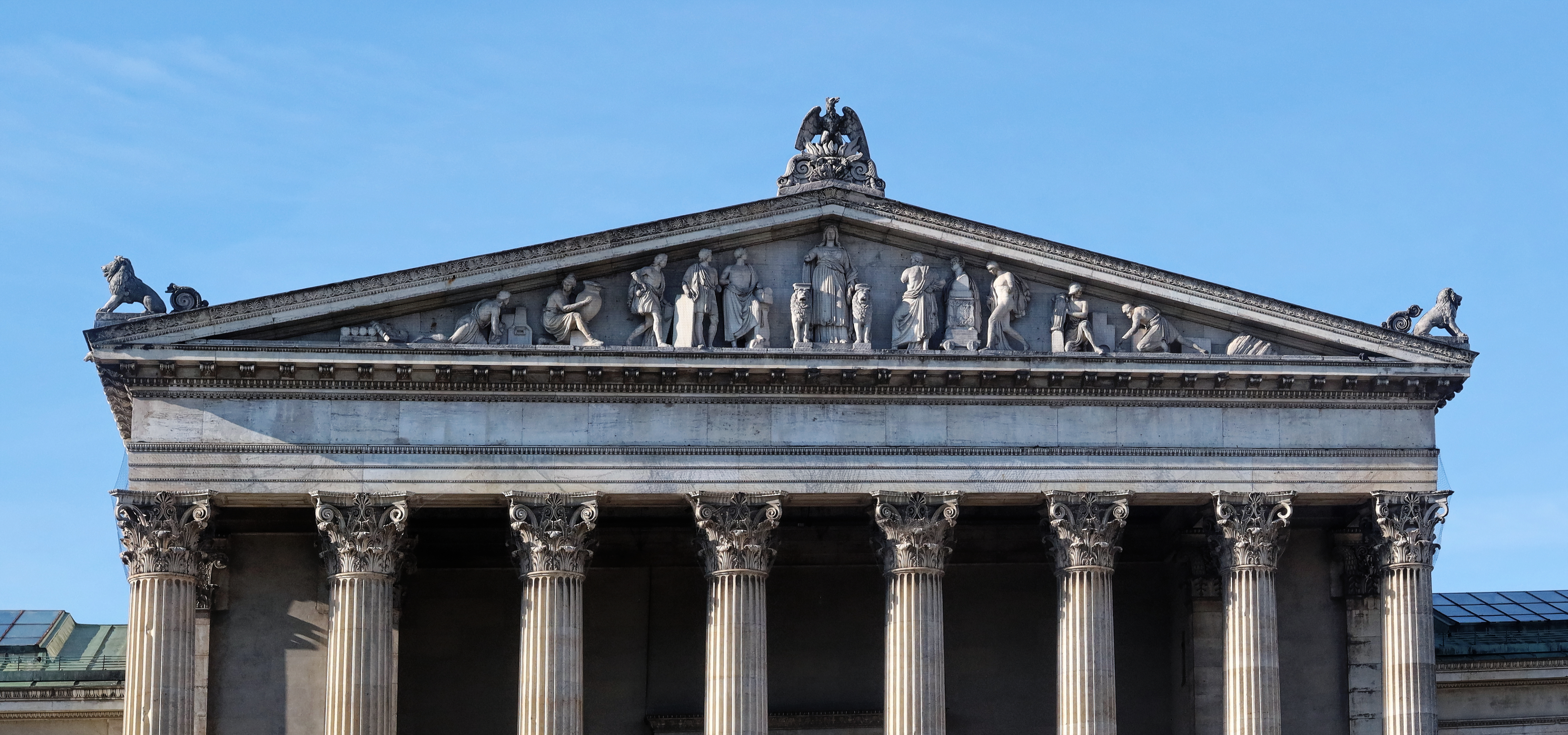
Detailaufnahme des Giebels

Im Zentrum des Giebelfelds steht die Bavaria, als Mittelakroter des Giebeldaches ziert hingegen ein Phönix den Bau. Mit einer hohen Freitreppe erhebt sich das Gebäude unter dem Portikus über den Platz. Es ergänzte das durch Architekt Leo von Klenze ab 1815 am Königsplatz geschaffene klassizistische Forum und diente zunächst unter dem Namen Kgl. Kunstausstellungsgebäude am Königsplatz als Kunst- und Industrie-Ausstellungsgebäude. An der Südseite des Gebäudes wurde im gleichen Zug das Kloster St. Bonifaz errichtet.
Bereits von 1869 bis 1872 beherbergte der Bau das königliche Antiquarium, von 1898 bis 1912 zog dann die Münchener Sezession ein. Nach kurzer Leerphase übernahm 1919 die Neue Staatsgalerie das Gebäude.
Nach Beschädigungen im Zweiten Weltkrieg, die hauptsächlich das Innere des Gebäudes betrafen, erfolgte 1967 die Wiedereröffnung des zuvor entkernten Gebäudes unter dem neuen Namen Staatliche Antikensammlungen.

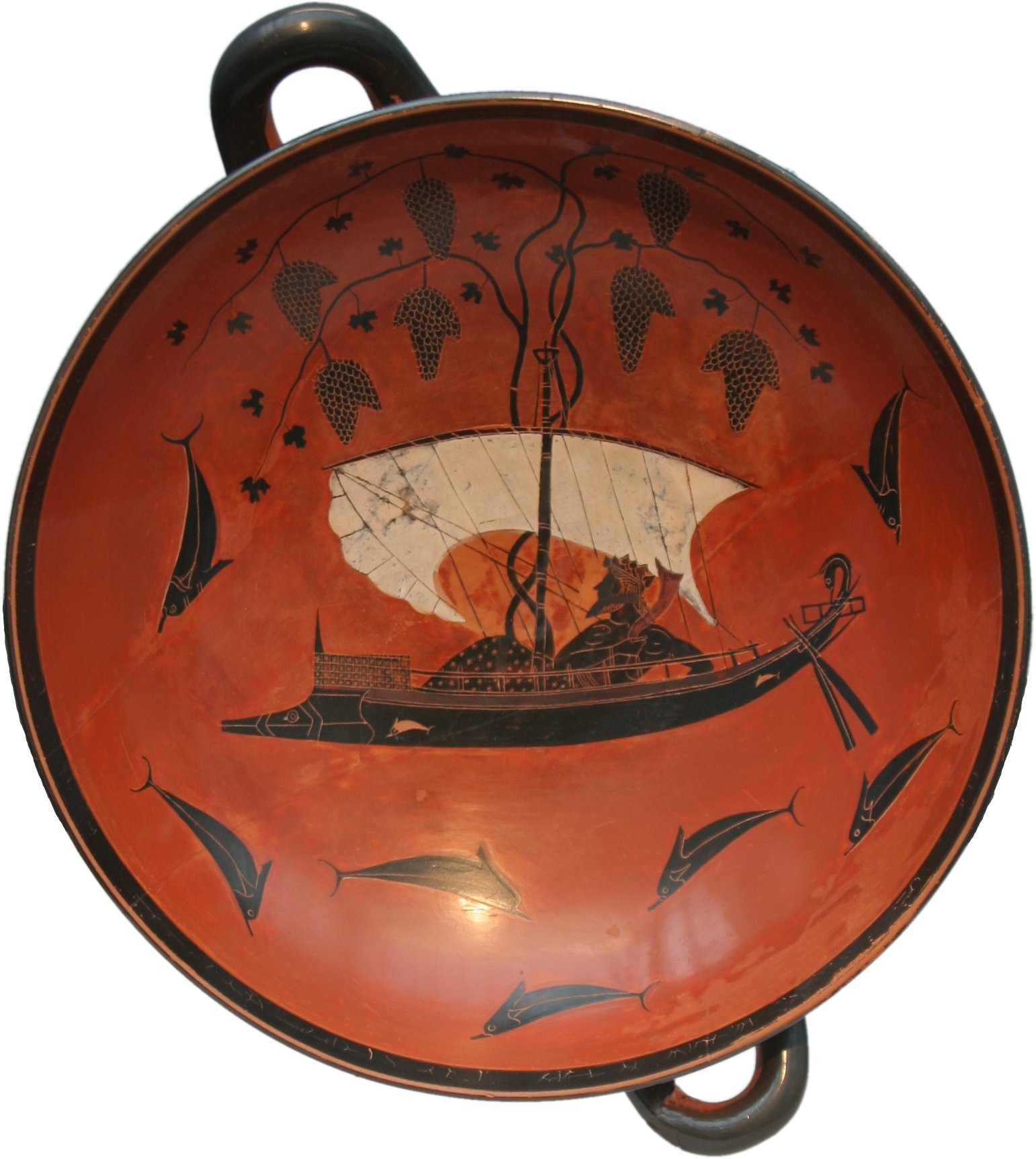
Augenschale des Exekias (Dionysos-Schale): Dionysos (ca. 530 v. Chr.)

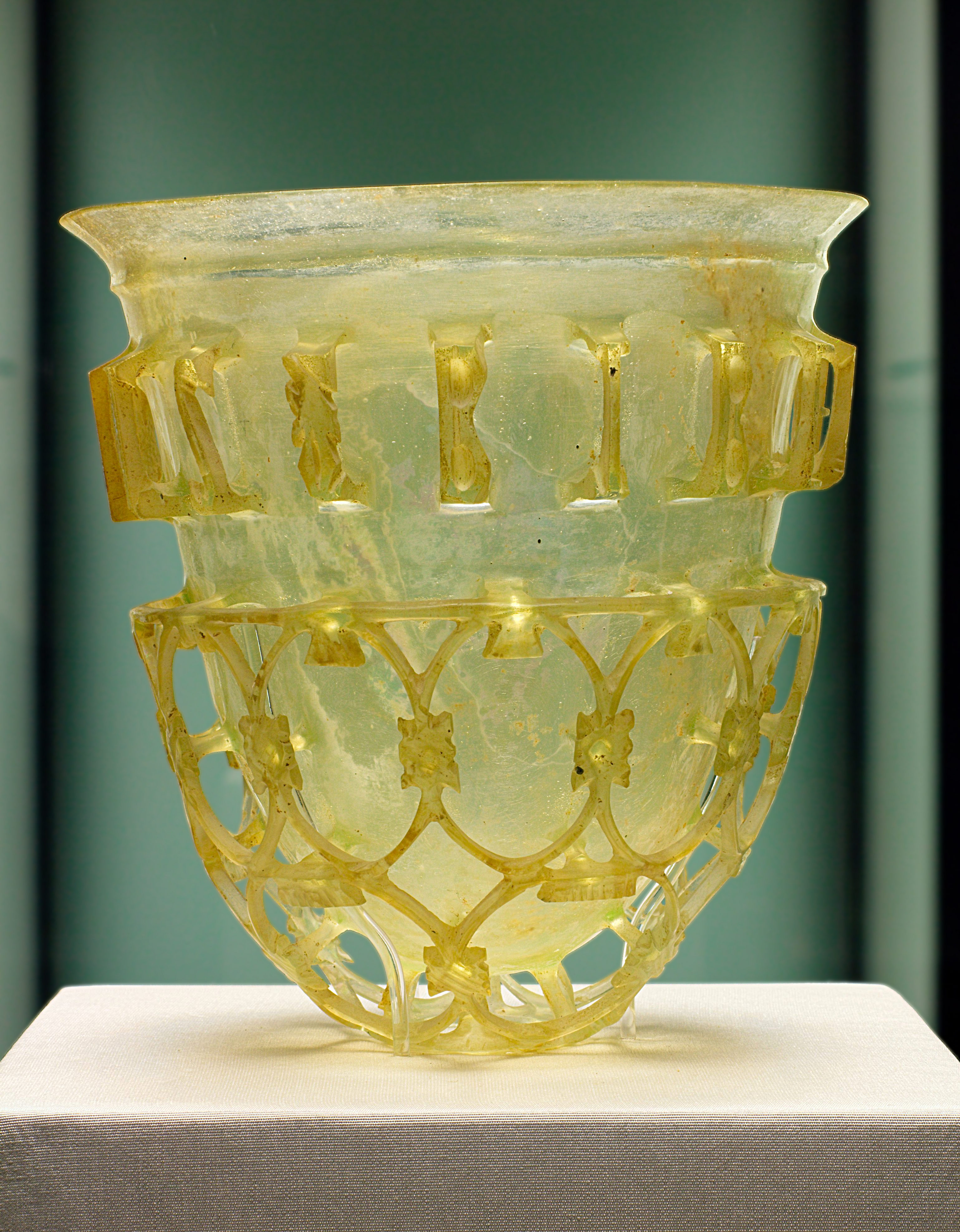
Diatretglas-Becher aus Köln (um 400 n. Chr.)

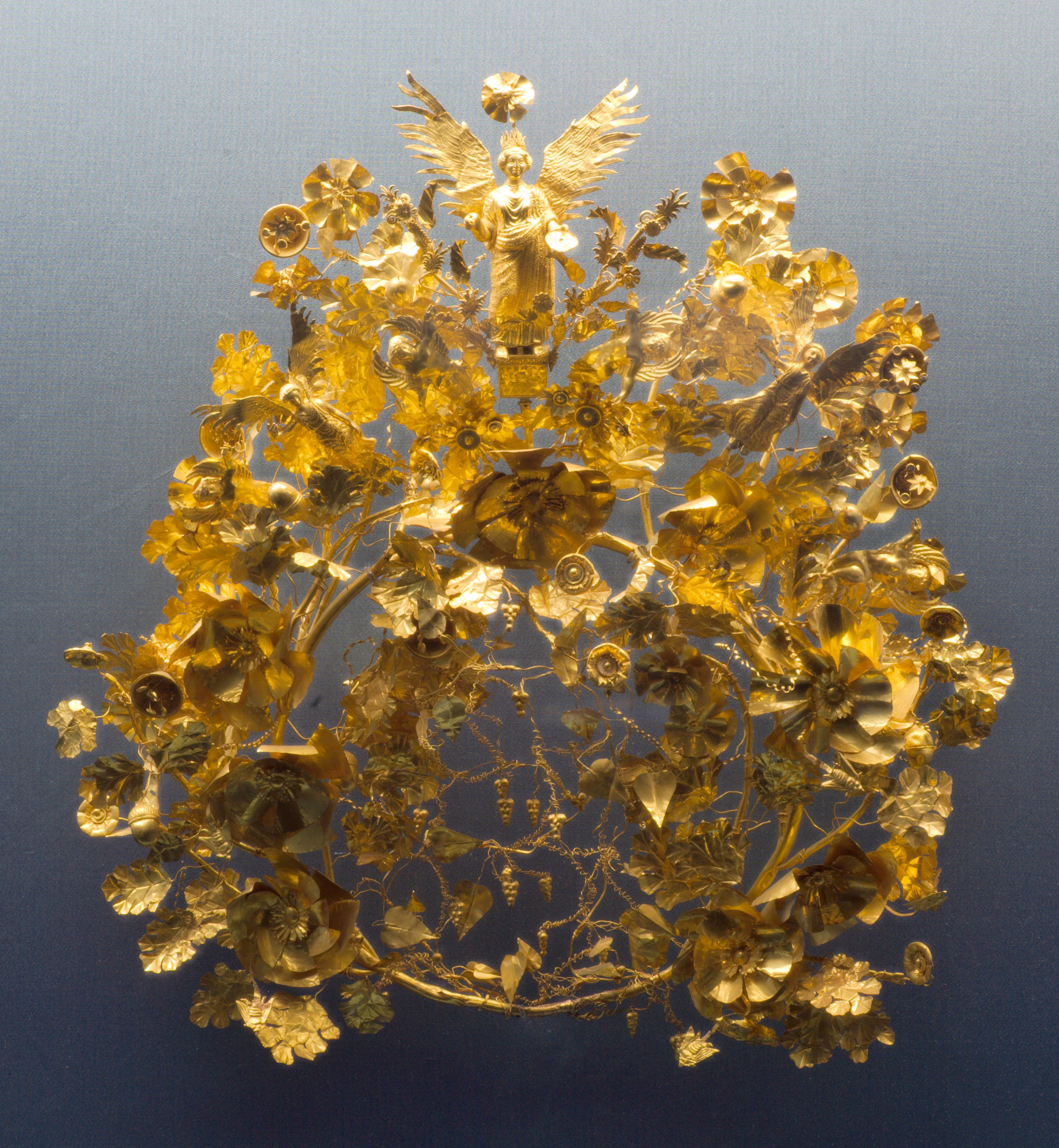
Goldkranz aus Armento

## Sammlungsgeschichte
Die Sammlung geht auf die Antikensammlung der Wittelsbacher zurück. Die ältesten Bestände stammen noch von  Albrecht V. († 1579) , der als einer der ersten Fürsten nördlich der Alpen Werke der Antike sammelte. Die folgenden Wittelsbacher setzten diese Tradition nur bedingt fort.
Diese Sammlung wurde nach dem Tod Ludwig I. mit dessen eigens angelegter zusammengelegt.
Letzterer legte viel Wert auf antike Kunst, was in einer umfangreichen Kollektion mündete.
1831 erwarb sein Agent Johann Martin von Wagner antike Vasen aus der Ausgrabung in Vulci in Etrurien, sein Agent Friedrich von Thiersch ersteigerte etruskischen Goldschmuck und 51 Vasen, darunter die bekannte Exekiasschale, aus dem Nachlass von Lucien Bonaparte. Der König erwarb Goldschmuck aus dem Besitz von Caroline Murat, etruskische Bronzekunst von den Ausgrabungen in Perugia, etruskischen Goldschmuck von den Brüdern Candelori sowie griechische Terrakotten aus Unteritalien. Ludwig ging dabei juristisch pedantisch vor, denn es gab immer gültige Ausfuhrpapiere. Schon 1853 bis 1854 wurde die Vasensammlung von Otto Jahn katalogisiert. Nach dem Tod des Königs 1868 und der Vereinigung der Sammlungen wurden die Exponate zunächst bis 1872 im Antiquarium der Residenz und in den Hofgartengalerien ausgestellt, danach wanderten sie in das Untergeschoss der Neuen Pinakothek.
Dem 1905 von Kronprinz Rupprecht von Bayern mitbegründeten Bayerischen Verein der Kunstfreunde gelangen zahlreiche Erwerbungen für die Sammlung. Bereichert wurden die Bestände später durch private Stiftungen und Vermächtnisse, insbesondere den Sammlungen von Paul Arndt (1908), von James Loeb (1933) und von Hans von Schoen (1964). Diese bedeutenden Sammlungen enthielten neben antiker Keramik insbesondere kleinformatige antike Objekte, Glas- und Bronzekunst sowie Terrakotta und Goldschmuck. Durch den Zweiten Weltkrieg wurde am schwersten der Bestand an etruskischer Keramik getroffen, der im Depot der durch Bomben zerstörten Neuen Pinakothek untergebracht war.

## Sammlung
Ausgestellt werden Exponate aus der Sammlung griechischer Vasen und Keramik sowie aus weiteren Sammlungen auch etruskischer und römischer Kunst insbesondere zahlreiche Terrakotten, Bronzen, Goldschmuck, Gläser, Porträts, Gemmen und Münzen sowie Reliefs. Weiter wird bereits auch kykladische Kunst ausgestellt.

### Keramik
Die Sammlung enthält Töpferkunst aus allen Epochen der griechisch-römischen Zeit, vom mykenischen Krug aus dem 13. Jahrhundert v. Chr. über die Vasen aus geometrischer Zeit (ca. 900–700 v. Chr.), archaischer Zeit (ca. 700–480) und klassischer Zeit (ca. 500/480–323 v. Chr.) bis zur Keramik des Hellenismus (323–146 v. Chr.), der Etrusker und des alten Roms.
Die Sammlung griechischer Vasen gehört zu den bedeutendsten der Welt, sie umfasst Keramik vieler der wichtigsten griechischen Töpfer und Maler wie dem Amasis-Maler, Exekias, Archikles, Glaukytes, dem Penthesilea-Maler, dem Andokides-Maler, Oltos, Kleophon, Phintias, Euphronios, Euthymides, Epiktetos, dem Pan-Maler, dem Berliner Maler, Hieron, Makron, Duris, dem Brygos-Maler, dem Acheloos-Maler und Lydos. Die bedeutendsten Töpfer und Vasenmaler hatten ihre Gefäße wie Kunstwerke signiert. Zahlreiche Meisterwerke wie die Bauchamphora des Andokides-Malers und die Dionysos-Schale des Exekias sind in den Antikensammlungen ausgestellt.
Zu den beispielhaften Statuetten aus Terrakotta in der Sammlung zählen der sogenannte Angelehnte Eros, der Sitzende Knabe , die Stehende Frau und der Stehende Jüngling. Eine der weltweit am besten erhaltenen antiken Terrakottafiguren ist Die Schöne. Sie wurde im frühen 3. Jahrhundert v. Chr. geschaffen und bei Athen gefunden.
Zu den Meisterwerken etruskischer Kunst gehört ein Kopfgefäß mit Darstellung des etruskischen Todesdämons Charun (400–350 v. Chr.).

### Bronzen
Die Bronzestatuette Göttin der Schönheit und der Liebe (genannt „Mädchen von Beröa“) ist ein Meisterwerk der hellenistischen Bronzekunst und stammt aus der Zeit um 100 v. Chr. Sie wurde in Beröa in der nordgriechischen Landschaft Makedonien gefunden. Ein Bronzepferdchen aus der Zeit um 720. v. Chr. war vermutlich das Geschenk eines Spartaners an eine Gottheit.

### Schmuck und Gemmen
Bedeutende Exponate antiken Schmuckes sind insbesondere der griechisch-italische Goldkranz aus Armento aus dem 4. Jahrhundert vor Christus sowie griechische Ohrringe, Goldketten und Schenkelbänder aus derselben Epoche. Das Golddiadem vom Schwarzen Meer stammt von der Krim (ca. 150 v. Chr.).
Zu den Staatlichen Antikensammlungen gehört auch die in eine Stiftung eingebrachte Sammlung Helmut Hansmann (1924–1996) mit etwa 700 antiken und neuzeitlichen Gemmen.

### Gläser und weitere Materialgruppen
Der berühmte Diatretglasbecher aus Köln (etwa um 400), den die Stadt König Ludwig I. als Dank für seinen Einsatz bei der Vollendung des Kölner Doms geschenkt hat, zeigt noch immer seine lateinische Inschrift: BIBE MULTIS ANNIS (Trinke noch viele Jahre). Eine Schale aus seltenem transparenten Klarglas (500–450 v. Chr.) und eine silberne Trinkschale aus dem 5. Jahrhundert v. Chr. repräsentieren das Persien der Achämeniden. Die bemalte Holztafel eines Mumienporträts, das 1892 bei Grabungen in Hawara in der Oase Fayum gefunden wurde, zählt zu den schönsten und qualitativ besten antiken Mumienporträts. Entstanden in den Jahren um 140, zeigt es einen jungen Mann aus der Oberschicht des kaiserzeitlichen Ägypten.  Der Korinthische Helm aus dem Grab des Dendas stammt aus griechischer Werkstatt in Unteritalien, 500–490 v. Chr.

## Antike im Kunstareal
Der Bestand der Antikensammlungen wird durch die antiken Skulpturen in der Glyptothek ergänzt, beide gehören zum Kunstareal München. Griechisch-römische Kunst, die seit der hellenistischen Eroberung in Ägypten entstanden ist, befindet sich auch im Staatlichen Museum Ägyptischer Kunst. Hier befinden sich auch die assyrischen Reliefs, die einst in der Glyptothek ausgestellt waren. Römische Kunst aus dem süddeutschen Raum befindet sich dagegen nicht im Kunstareal, sondern in der Archäologischen Staatssammlung im Lehel. Die Staatliche Antikensammlung ist im Münchner Zentrum für Antike Welten eng mit universitären und außeruniversitären altertumswissenschaftlichen Forschungseinrichtung verbunden.

## Direktoren und Außenstelle
Die Direktion der Antikensammlungen und der Glyptothek befindet sich im Haus der Kulturinstitute. Der
Direktor der Glyptothek ist gleichzeitig auch Direktor der Antikensammlung. Direktor ist seit 1. Mai 2011 Florian Knauß, stellvertretender Direktor Christian Gliwitzky.
Eine Außenstelle der Staatlichen Antikensammlungen befindet sich im Pompejanum in Aschaffenburg. Exponate aus der Sammlung werden auch im Internationalen Keramik-Museum Weiden ausgestellt.

## Sonderausstellungen (Auswahl)
- 1984: Gold der Skythen aus der Leningrader Eremitage
- 1990: Kunst der Schale – Kultur des Trinkens
- 19. Juli 2006 – 31. Januar 2008: Mythos Troja
- 4. Juni 2008 – 2. August 2009: Starke Frauen
- 28. Oktober 2009 – 31. Dezember 2009: Sammlung James Loeb
- 28. März 2009 – 28. März 2010: Kunstkammer und Antiquarium – Die frühen Antikensammlungen der Wittelsbacher
- 22. Juli 2010 – 27. Februar 2011: Bilder vom Tod – Weißgrundige Lekythen im klassischen Athen
- 20. Mai 2010 – 27. Februar 2011: Zauber in edlem Stein. Antike Gemmen: Die Stiftung Helmut Hansmann
- 07. März 2013 – 15. Mai 2013: Neuer Schmuck für die Götter
- 20. Juli 2012 – 7. Juli 2013: Die Unsterblichen – Götter Griechenlands
- 14. März 2014 – 11. Mai 2014: Between layers – Innenwelten des Achats
- 26. Februar 2014 – 16. September 2014: Im Glanz des Hephaistos: Antike Schätze in den Antikensammlungen
- 21. Mai 2014 – 25. Januar 2015: Die Griechen in Italien
- 16. September 2015 – 13. Dezember 2015: Herakles in Neuseeland – Bilder von Marian Maguire
- 16. Juli 2015 – 08. Januar 2017: Die Etrusker – Von Villanova bis Rom
- 05. April 2017 – 15. Oktober 2017: Divine X Design – Das Kleid der Antike
- 25. April 2018 – 29. Juli 2018: Größer kein Ruhm – Kleine Bilder vom Sport
- 06. Juni 2018 – 09. Dezember 2018: Tod in Triest – Auf den Spuren von Johann Joachim Winckelmann
- 19. September 2018 – 03. Februar 2019: Schimmernde Krüge von Erz
- 13. März 2019 – 10. Juni 2019: Glanzlichter – Wolfgang Skoluda im Dialog mit der Antike
- 24. Juli 2019 – 14. Juni 2020: Black is Beautiful – Griechische Glanztonkeramik
- 10. März 2020 – 30. August 2020: Werke und Tage
- 30. Juni 2020 – 12. September 2021: Hund, Katze, Maus
- 14. Mai 2021 – 23. Juli 2021: Vasen erzählen Geschichten – damals wie heute
- 29. Juni 2021 – 19. September 2021: Hellas in München
- 16. November 2021 – 13. März 2022: Salamis 480
- 05. Juli 2022 – 10. Juli 2022: INFINITE LOOP
- 11. Mai 2022 – 25. September 2022: Samnium und die Samniten. Roms letzter Rivale
- 8. November 2022 – 2. April 2023: Neues Licht aus Pompeji
- 05. Juli 2023 – 14. April 2024: Zirkus bis Apostel. Terra Sigillata aus der Sammlung K. Willhelm
- 21. Januar 2024 – 07. Juli 2024: Netzwerk Antike in Bayern
- 11. September 2024 – 12. Januar 2025: Antike unter der Lupe. Meisterwerke der Steinschneidekunst aus Privatbesitz
- 16. Juli 2025 – 19. Oktober 2025: Forma. Schönheit und Funktionalität griechischer Vasen. Die Sammlung Schneider